# لجنة مكافحة الإرهاب التابعة لمجلس الأمن
لجنة مكافحة الإرهاب هي هيئة فرعية تابعة لمجلس الأمن التابع للأمم المتحدة.
في أعقاب هجمات 11 سبتمبر 2001 في الولايات المتحدة، وقرار مجلس الأمن رقم 1373، والذي يلزم جميع الدول بتجريم المساعدة في الأنشطة الارهابية، وحرمان الإرهابيين من الدعم المالي والملاذ الآمن وتبادل المعلومات حول الجماعات التي تخطط لهجمات إرهابية.
وتشكلت لجنة مكافحة الإرهاب المؤلفة من 15 عضوا في نفس الوقت لمراقبة تنفيذ القرار. في حين أن الهدف النهائي للجنة هو زيادة قدرة الدول على مكافحة الإرهاب، فهي ليست هيئة عقوبات ولا تحتفظ بقائمة للجماعات أو الأفراد الإرهابيين.
في حين أن لجنة مكافحة الإرهاب ليست مزودًا مباشرًا للقدرات، إلا أنها تعمل كوسيط بين تلك الدول أو المجموعات التي لديها القدرات ذات الصلة وتلك التي تحتاج إلى المساعدة.
وسعيا لتنشيط عمل اللجنة، اتخذ مجلس الأمن في عام 2004 القرار 1535، الذي أنشأ المديرية التنفيذية للجنة مكافحة الإرهاب لتزويد لجنة مكافحة الإرهاب بمشورة الخبراء في جميع المجالات التي يغطيها القرار 1373. كما تم إنشاء المديرية التنفيذية لمكافحة الإرهاب بهدف تسهيل المساعدة التقنية للبلدان، وكذلك تعزيز التعاون والتنسيق الأوثق داخل منظومة منظمات الأمم المتحدة وبين الهيئات الإقليمية والحكومية الدولية.
خلال القمة العالمية في سبتمبر / أيلول 2005 في الأمم المتحدة، اعتمد مجلس الأمن - المنعقد على مستوى رؤساء الدول أو الحكومات للمرة الثالثة في تاريخه - القرار رقم 1624 بشأن التحريض على ارتكاب أعمال إرهابية. كما أكد القرار على التزامات الدول بالامتثال لقوانين حقوق الإنسان الدولية. 
كما عقد القادة العزم على الانتهاء من العمل في مشروع الاتفاقية الشاملة حول الإرهاب الدولي، بما في ذلك التعريف القانوني للأعمال الإرهابية، خلال الدورة الستين للجمعية العامة. سيكون هذا الإنجاز تتويجا لسنوات من المفاوضات والنقاش حول مختلف المقترحات، بما في ذلك تلك الواردة في تقرير الأمين العام كوفي عنان، «في جو أفسح من الحرية». ودعا في هذه الوثيقة على وجه السرعة إلى اعتماد تعريف للإرهاب مشابه للتعريف الوارد في تقرير الفريق الرفيع المستوى المعني بالتهديدات والتحديات والتغيير، والذي ينص على أن «الاستهداف والقتل العمد للمدنيين وغير المقاتلين لا يمكن تبريره أو إضفاء الشرعية عليه بأي سبب أو مظلمة، وأن أي عمل يهدف إلى التسبب في وفاة أو أذى جسدي خطير للمدنيين أو غير المقاتلين، عندما يكون الغرض من هذا الفعل، بطبيعته أو سياقه، هو تخويف السكان أو إن إرغام حكومة أو منظمة دولية على تنفيذ أي عمل أو الامتناع عنه لا يمكن تبريره لأي سبب ويشكل عملاً إرهابياً».

## مركز مكافحة الإرهاب
أُنشئ مركز الأمم المتحدة لمكافحة الإرهاب في عام 2011 داخل مكتب فرقة العمل المعنية بالتنفيذ في مجال مكافحة الإرهاب في إدارة الشؤون السياسية. ويقدم الدعم لبناء القدرات للدول الأعضاء في تنفيذ إستراتيجية الأمم المتحدة العالمية لمكافحة الإرهاب.

## الصندوق الاستئماني لمكافحة الإرهاب
أنشئ الصندوق الاستئماني لدعم تنفيذ إستراتيجية الأمم المتحدة العالمية لمكافحة الإرهاب.